# Degré d'un polynôme
En algèbre commutative, le degré d'un polynôme (en une ou plusieurs indéterminées) est le degré le plus élevé de ses termes lorsque le polynôme est exprimé sous sa forme canonique constituée d'une somme de monômes. Le degré d'un terme est la somme des exposants des indéterminées qui y apparaissent. Le terme ordre a été utilisé comme synonyme de degré, mais de nos jours, il fait référence à des concepts différents, bien que connexes.
Par exemple, le polynôme 7X2Y3 + 4X – 9 a trois monômes. Le premier est de degré 2 + 3 = 5, le deuxième (4X1Y0) de degré 1, et le dernier (–9X0Y0) de degré 0. Par conséquent, le polynôme est de degré 5, qui est le degré le plus élevé de tous ses monômes.
Pour déterminer le degré d'un polynôme qui n'est pas sous forme standard — par exemple (X + 1)2 – (X – 1)2 — on doit d'abord le mettre sous forme standard en développant les produits (par distributivité) et en combinant les termes semblables ; par exemple, (X + 1)2 – (X – 1)2 = 4X, et son degré est 1, bien que chaque terme de la différence soit de degré 2. Toutefois, cela n'est pas nécessaire quand le polynôme est exprimé comme un produit de polynômes sous forme standard, du fait que le degré d'un produit est la somme des degrés de ses facteurs.

## Noms des polynômes par degré
Les noms suivants sont affectés aux polynômes en fonction de leur degré,, :
- cas particulier – nul (voir § Degré du polynôme nul ci-dessous)
- degré 0 – constant[5]
- degré 1 – affine
- degré 2 – quadratique
- degré 3 – cubique
- degré 4 – quartique
- degré 5 – quintique
- degré 6 – sextique

Les noms pour les degrés au-dessus de 3 sont basés sur les nombres ordinaux latins, et se terminent en -ique. Cela doit être distingué des noms utilisés pour le nombre d'indéterminées, l'arité, qui sont basés sur les nombres distributifs (en) latins, et se terminent en -aire. Par exemple, un polynôme de degré 2 à deux indéterminées, tel que X2 + XY + Y2, est dit « quadratique binaire » : quadratique du fait de son degré 2, binaire du fait de ses deux variables. Il existe aussi des noms pour désigner le nombre de termes, qui sont également basés sur les nombres distributifs latins, et se terminent en -nôme ; les plus courants sont monôme, binôme et trinôme ; ainsi, X2 + Y2 est un « binôme quadratique binaire ».

## Autres exemples
- Le polynôme 3 – 5X + 2X5 – 7X9 est de degré 9.
- Le polynôme (Y – 3)(2Y + 6)(–4Y – 21) est un polynôme cubique.
- Le polynôme (3Z8 + Z5 – 4Z2 + 6) + (–3Z8 + 8Z4 + 2Z3 + 14Z) est un polynôme quintique (du fait que les Z8 s'annulent).

Les formes canoniques des trois exemples ci-dessus sont :
- pour 3 – 5X + 2X5 – 7X9, après réarrangement, –7X9 + 2X5 – 5X + 3 ;
- pour (Y – 3)(2Y + 6)(–4Y – 21), après développement des produits et rassemblement des termes de même degré, –8Y3 – 42Y2 + 72Y + 378 ;
- pour (3Z8 + Z5 – 4Z2 + 6) + (–3Z8 + 8Z4 + 2Z3 + 14Z), dans lequel les deux termes de degré 8 s'annulent, Z5 + 8Z4 + 2Z3 – 4Z2 + 14Z + 6.

## Comportement lors d'opérations polynomiales

### Comportement lors de l'addition
Le degré de la somme (ou de la différence) de deux polynômes est inférieur ou égal au plus grand de leurs degrés, c'est-à-dire que deg(P + Q) ≤ max(deg(P), deg(Q)) et deg(P – Q) ≤ max(deg(P), deg(Q)).
L'égalité est toujours vraie lorsque les degrés des polynômes sont différents.
Par exemple :
- le degré de (X3 + X) + (X2 + 1) = X3 + X2 + X + 1 est 3 = max(3, 2) ;
- le degré de (X3 + X) – (X3 + X2) = –X2 + X est 2 < max(3, 3).

### Comportement lors de la multiplication
Le degré du produit de deux polynômes sur un anneau intègre A (comme un corps) est la somme de leurs degrés :
{\displaystyle \deg(PQ)=\deg(P)+\deg(Q).}
Par exemple :
- le degré de (X3 + X)(X2 + 1) = X5 + 2X3 + X est 3 + 2 = 5 ;
- le degré du produit d'un polynôme par un scalaire c non nul (c'est-à-dire par un polynôme de degré 0) est égal au degré du polynôme, c'est-à-dire que deg(cP) = deg(P).

Dans la A-algèbre des polynômes à coefficients dans A, le sous-ensemble des polynômes de degré inférieur ou égal à un nombre donné n forme ainsi un sous-module (mais pas un sous-anneau si n > 0, du fait qu'il n'est pas fermé pour la multiplication).
Pour les polynômes sur un anneau commutatif contenant des diviseurs de zéro, le degré du produit peut être plus petit que la somme des degrés. Par exemple, dans ℤ/4ℤ :
- deg (2) + deg(1 + 2X) = 0 + 1 = 1 mais deg(2(1 + 2X)) = deg(2 + 4X) = deg(2) = 0 ;
- deg(2X) + deg(1 + 2X) = 1 + 1 = 2 mais deg(2X(1 + 2X)) = deg(2X) = 1.

### Comportement lors de la composition
Le degré du composé d'un polynôme P par un polynôme non constant Q sur un anneau intègre est le produit de leurs degrés :
{\displaystyle \deg(P\circ Q)=\deg(P)\deg(Q).}
Par exemple, si P(T) = T3 + T et Q(X) = X2 + 1, alors (P∘Q)(X) = P(Q(X)) = (X2 + 1)3 + (X2 + 1) = X6 + 3X4 + 4X2 + 2, qui est de degré 6.
Cette propriété caractérise les anneaux intègres. La condition Q non constant est importante. Par exemple, si P(X) = X2 – 4 et Q(X) = 2, alors (P∘Q)(X) = P(Q(X)) = 0, de degré –∞ ≠ 2×0. La propriété est vraie avec Q égal à une constante non nulle, à condition que cette constante ne soit pas racine du polynôme P.
Sur un anneau non intègre, le degré du composé est toujours inférieur ou égal au produit des degrés, et peut lui être strictement inférieur. Par exemple dans ℤ/4ℤ, deg(2T) × deg(1 + 2X) = 1 × 1 = 1, mais 2T ∘ (1 + 2X) = 2(1 + 2X) = 2 + 4X = 2, qui est de degré 0.

### Degré etparité
En caractéristique différente de 2, le degré d'un polynôme pair non nul est pair et le degré d'un polynôme impair non nul est impair[réf. souhaitée]. (Les réciproques sont trivialement fausses.)

## Degré du polynôme nul
Le degré du polynôme nul est, soit laissé indéfini, soit défini comme étant négatif (habituellement, −1 ou −∞).
Comme toute valeur constante, la valeur 0 peut être considérée comme un polynôme (constant), appelé le polynôme nul. Il n'a aucun terme non nul et ainsi, de façon rigoureuse, il n'a pas de degré non plus. En tant que tel, son degré est indéfini. Les propositions pour le degré des sommes et des produits de polynômes dans la section ci-dessus ne s'appliquent pas si l'un quelconque des polynômes concernés est le polynôme nul.
Il est commode, cependant, de définir le degré du polynôme nul comme étant moins l'infini, −∞, et d'introduire les règles arithmétiques max(a, −∞) = a et a + (−∞) = −∞.
Les exemples suivants illustrent comment cette extension vérifie les règles de comportement ci-dessus :
- le degré de la somme (X3 + X) + 0 = X3 + X est 3, ce qui vérifie le comportement attendu, puisque 3 ≤ max(3, −∞) ;
- le degré de la différence X – X = 0 est −∞, ce qui vérifie le comportement attendu, puisque −∞ ≤ max(1, 1) ;
- le degré du produit 0(X2 + 1) = 0 est −∞, ce qui vérifie le comportement attendu, puisque −∞ = −∞ + 2.

## Calculé à partir des valeurs d'une fonction
Le degré d'un polynôme f peut être calculé par la formule
{\displaystyle \deg f=\lim _{x\to +\infty }{\frac {\log |f(x)|}{\log x}}.}
Cette formule généralise le concept de degré à certaines fonctions qui ne sont pas polynomiales. Par exemple :
- le degré de la fonction inverse, x ↦ 1/x, est −1 ;
- le degré de la racine carrée, √ , est 1/2 ;
- le degré du logarithme, log, est 0 ;
- le degré de la fonction exponentielle, exp, est +∞.

Un autre formule pour calculer le degré de f à partir de ses valeurs est
{\displaystyle \deg f=\lim _{x\to \infty }{\frac {xf'(x)}{f(x)}}.}
(Ceci provient de la règle de L'Hôpital.)

## Extension à des polynômes à deux variables ou plus
Pour des  polynômes à deux variables ou plus, le degré d'un terme est la somme des exposants des variables dans le terme ; le degré (parfois appelé degré total) du polynôme est à nouveau le maximum des degrés de tous les termes du polynôme. Par exemple, le polynôme x2y2 + 3x3 + 4y est de degré 4, le degré du terme x2y2.
Toutefois, un polynôme en les variables x et y est un polynôme en x ayant des coefficients qui sont des polynômes en y, et également, un polynôme en y ayant des coefficients qui sont des polynômes en x.
x2y2 + 3x3 + 4y = (3)x3 + (y2)x2 + (4y) = (x2)y2 + (4)y + (3x3)
Ce polynôme a un degré 3 en x et un degré 2 en y.
Le degré total de la somme de deux polynômes est inférieur ou égal au plus grand de leurs degrés totaux respectifs (égal si ces deux degrés sont distincts), et celui du produit de deux polynômes est inférieur ou égal (égal si l'anneau est intègre) à la somme de leurs degrés totaux respectifs.

## Fonction degré dans une algèbre abstraite
Étant donné un anneau R, l'anneau polynomial R[x] est l'ensemble de tous les polynômes en x qui ont des coefficients pris dans R. Dans le cas particulier où R est aussi un corps, alors l'anneau polynomial R[x] est un anneau principal et, plus important pour notre discussion ici, un anneau euclidien.
Il peut être montré que le degré d'un polynôme sur un corps vérifie toutes les hypothèses de la fonction norme dans l'anneau euclidien. C'est-à-dire que, étant donné deux polynômes f(x) et g(x), le degré du produit f(x)g(x) doit être supérieur à chacun des degrés de f et g pris séparément. En fait, quelque chose de plus fort est vérifié :
deg(f(x)g(x)) = deg(f(x)) + deg(g(x))
Pour un exemple de raison pour laquelle la fonction degré peut échouer sur un anneau qui n'est pas un corps, considérer l'exemple suivant. Soit R = {\displaystyle \mathbb {Z} /4\mathbb {Z} }, l'anneau des entiers modulo 4. Cet anneau n'est pas un corps (et n'est même intègre), parce que 2 × 2 = 4 ≡ 0 (mod 4). Par conséquent, soit f(x) = g(x) = 2x + 1. Alors, f(x)g(x) = 4x2 + 4x + 1 = 1. Alors deg(f⋅g) = 0, ce qui n'est pas supérieur aux degrés de f et g (qui sont chacun de degré 1).
Du fait que la fonction norme n'est pas définie pour l'élément nul de l'anneau, nous considérerons le degré du polynôme f(x) = 0 comme également non défini, de sorte qu'il vérifie les règles d'une norme dans un anneau euclidien.